# Psychotria cantleyi
Psychotria cantleyi är en måreväxtart som beskrevs av Henry Nicholas Ridley. Psychotria cantleyi ingår i släktet Psychotria och familjen måreväxter. Inga underarter finns listade i Catalogue of Life.